# Théâtre de l'Union
Le Théâtre de l'Union est une salle de théâtre située en France, à Limoges, dans le département de la Haute-Vienne. 
Centre dramatique national, le théâtre de l'Union appartient à ce titre au réseau chargé de produire, coproduire, accueillir et diffuser auprès du plus large public possible des œuvres théâtrales, dans une logique décentralisation théâtrale.
Outre une salle de 374 places, située rue des Coopérateurs à Limoges, le théâtre possède des ateliers décors et costumes qui lui permettent de déployer sa capacité de création et de production.
C’est un lieu emblématique de la création contemporaine qui promeut et diffuse le théâtre d’aujourd’hui s’impliquant activement auprès des artistes qu’il produit et coproduit.
Le Théâtre de l'Union - Centre Dramatique National du Limousin est soutenu par le Ministère de la Culture et de la Communication, la Direction Régionale des Affaires culturelles de la Nouvelle-Aquitaine, la Ville de Limoges, le Conseil Régional de la Nouvelle Aquitaine et le conseil général de la Haute-Vienne.

## Histoire
Le théâtre se trouve dans un bâtiment construit entre 1910 et 1911. Il doit son nom actuel à l'Union de Limoges, coopérative ouvrière créée en 1881 par le peintre sur porcelaine Jean-Baptiste Couty, qui décida en 1910 la construction d'une salle des fêtes, qui accueille manifestations syndicales et réunions de la coopérative, mais également représentations cinématographiques et des spectacles. Les anciens chais de la coopérative abritent le Fonds régional d'art contemporain Limousin.
Fermé en 1971 en raison des difficultés de la coopérative, le cinéma est racheté en 1986 par la mairie de Limoges qui renonce à sa destruction. 
Rénové, il est reconverti en théâtre, devenu depuis Centre dramatique national, labellisé Patrimoine du XXe siècle depuis 2002.
Sa capacité à l'ouverture était de 6 000 places debout, réduite désormais à 374 places assises.
Le théâtre de l'Union accueille également les élèves de l'École Supérieure de théâtre de l'Union.

## Projet artistique
Depuis le 1er septembre 2021, Aurélie Van Den Daele assure la direction du Théâtre de l’Union et de l’École Supérieure de théâtre de l’Union. Elle souhaite faire du Théâtre et de l’école un délicat écosystème où le vivant est moteur de création pour écrire de nouveaux récits.
Le Théâtre de l’Union appartient au réseau des centres dramatiques nationaux, c’est une fabrique de théâtre composée d’une salle de dramaturgie, d’une salle de lecture, d’une salle de répétitions, des ateliers costumes et décors et d’une salle de spectacles.
Depuis 2015, le Théâtre de l’Union propose un programme d’initiation à l’improvisation théâtrale en direction des scolaires qui permet à une centaine de collégiens et de lycéens d’accroître leur imaginaire, d’améliorer leurs habitudes d’écriture et de narration, et d’approfondir leur pratique de l’oralité via les techniques de l’art dramatique. C’est sur la scène du Théâtre de l’Union qu’est restitué le travail mené par les élèves avec des comédiens et des metteurs en scène professionnels. Cette rencontre, conçue comme un véritable spectacle, met en scène des jeunes issus de nombreux établissements du second degré, jugés par un public de collégiens, sur des impros de trente secondes à une minute trente. Cette action soutenue par la Fondation Culture et Diversité s’inscrit dans le cadre du Trophée d’improvisation Culture et diversité parrainé par l’artiste Jamel Debbouze.

## L'Ecole Supérieure de théâtre de l'Union
L'Ecole Supérieure de théâtre de l’Union est l’une des douze Ecoles Supérieures d’art dramatique en France. Elle forme des interprètes durant trois ans afin qu'elles / ils obtiennent le Diplôme National Supérieur Professionnel de Comédien (DNSPC). C'est un lieu initiatique, un laboratoire propice à la recherche, comme " Une Chambre à soi " de Virigina Woolf. L’école est également à l’initiative d'une classe égalité des changes : la Classe Préparatoire Intégrée (CPI) dédiée aux Outre-mer. Elle permet à de jeunes ultramarin.e.s d'accéder aux concours des écoles supérieures d'art dramatique.

## Le fonds de dotation
Le Théâtre de l’Union est à l’initiative du fonds de dotation de l’Union, dont les membres fondateurs sont le Théâtre de l’Union - Centre Dramatique National, Les Porcelaines de la Fabrique, Esprit Porcelaine, la Coop Atlantique et le Crédit coopératif, a été inauguré en avril 2017. 
Il a pour objet de réaliser toute initiative dans le domaine de la création artistique et culturelle, de promouvoir et de développer l’enseignement et la recherche scientifique en matière de création artistique, culturelle, industrielle et des arts de la porcelaine.
Le fonds de dotation de l’Union a permis de consolider les liens entre industriels et artistes. Il a invité la créatrice céramiste coréenne, Minjung Kang, en résidence d’artiste au Lycée Le Mas Jambost à Limoges, aux Porcelaines de la Fabrique à Saint-Brice-sur-Vienne et au Théâtre de l’Union. 
Le fonds de dotation de l’Union a créé en partenariat avec le Lycée Le Mas Jambost un prix qui est décerné chaque année à des élèves ou apprentis méritants reconnus pour leur apprentissage des arts de la Porcelaines. Ce prix permet aux bénéficiaires d’effectuer un voyage d’études pour parfaire leurs connaissances et leur art.

## Direction
- 1986-1996 : Arlette Téphany et Pierre Meyrand. Le Théâtre de l'Union devient le premier CDN de France à avoir une femme à sa direction[2].
- 1996-2002 : Sylviu Purcărete
- 2002-2014 : Pierre Pradinas
- 2015-2020 : Jean Lambert-wild
- 2020-2021 : Christophe Floderer
- 2021-   : Aurélie Van Den Daele